# DoNotPay Bot
DoNotPay é um chatbot de serviços jurídicos fundado por Joshua Browder, um empresário britânico-americano. O chatbot foi originalmente construído para contestar multas de estacionamento, mas se expandiu para outros serviços também. Como um " advogado robô ", o DoNotPay é um aplicativo móvel que usa inteligência artificial para fornecer serviços jurídicos, com um custo de assinatura de US$ 36 a cada três meses. Atualmente está disponível no Reino Unido e nos Estados Unidos (em todos os 50 estados).

## Fundação e primeiros anos
Aos 19 anos, Joshua Browder começou a estudar na Universidade Stanford. Depois de ser atingido por uma enxurrada de multas de estacionamento, Browder percebeu que a "natureza estereotipada" das multas de estacionamento exigia um processo de apelação relativamente direto dessas multas. Depois de passar pelo processo sozinho, Browder lançou o DoNotPay como um bot de bate-papo para ajudar os motoristas no Reino Unido e em Nova York a apelar de suas multas de estacionamento. Browder veio de um histórico de tecnologia cívica e direitos humanos. Aos 16 anos, ele criou o aplicativo móvel para a Freedom House e também trabalhou com o secretário adjunto de Estado para Democracia, Direitos Humanos e Trabalho, David J. Kramer, para disponibilizar o Relatório da Liberdade do Mundo em 155 países.

## Serviços
O DoNotPay começou como um aplicativo para contestar multas de estacionamento, mas desde então se expandiu para incluir recursos que ajudam os usuários com diversos tipos de questões legais, desde proteção ao consumidor até direitos de imigração e outras questões. O " advogado robô " faz uso da automação para fornecer consulta jurídica gratuita ao público. O aplicativo é suportado pelo IBM Watson.
DoNotPay também se expandiu para incluir recursos que ajudam os usuários a obterem reembolso de passagens aéreas e reservas de hotel, cancelar testes gratuitos, processar pessoas, oferecer serviços jurídicos relacionados a questões sociais, como pedidos de asilo e habitação para os sem-teto, buscar reivindicações da Equifax durante o rescaldo de sua violação de segurança, fornecer serviços automatizados para usuários que buscam obter vistos americanos e green cards. O DoNotPay também aconselhou os alunos da Universidade de Stanford a renunciar às taxas de atividades estudantis.
O DoNotPay oferece um recurso de cartão para teste grátis que fornece aos usuários um número de cartão de crédito virtual que pode ser usado para se inscrever em testes online gratuitos (como Netflix e Spotify ). Assim que o período de teste gratuito terminar, o cartão expira automaticamente quaisquer cobranças.
Em 2020, a DoNotPay lançou um produto para ajudar qualquer pessoa a solicitar informações do governo. Embora a Lei de Liberdade de Informação tornasse isso possível, isso incluía a tediosa tarefa de preencher formulários e garantir que os dados solicitados não fossem muito amplos. DoNotPay orienta os usuários sobre como registrar uma solicitação de informações, além de fazê-lo de maneira acessível e rápida. Joshua Browder disse que, com o lançamento do novo recurso, a DoNotPay espera poder ajudar os consumidores a "vencer a burocracia".
Outras ofertas de produtos incluem a capacidade de solicitar automaticamente reembolsos, cancelar assinaturas, obter avaliações sem problemas, combater spam nas caixas das pessoas, combater os preços voláteis das companhias aéreas e registrar reclamações de danos nos escritórios da cidade.

## Recepção
DoNotPay foi apresentado pela BBC, NPR, NBC, Bloomberg, e The Washington Times. O The Guardian informou em 2016 que o chatbot contestou mais de 250.000 multas de estacionamento em Londres e Nova York e ganhou 160.000 delas, todas gratuitas, alegando uma taxa de sucesso de mais de 60%.
A tecnologia de Browder recebeu opiniões diversas. Por exemplo, uma postagem de blog do The Guardian disse que "acabou de redigir um aviso impressionante sob a Lei de Proteção de Dados de 1998 para não usar minhas informações pessoais para marketing direto". Da mesma forma, um escritor do The American Lawyer observou que "um dos chatbots da DoNotPay me ajudou a redigir uma carta forte, bem citada e com o tom apropriado solicitando licença maternidade estendida". No entanto, o Legal Cheek testou o serviço em 2016 com "questões legais bastante básicas" e observou que não conseguiu responder à maioria delas. Above the Law observou que o serviço pode "ser bom demais para ser verdade" devido a erros no aconselhamento jurídico fornecido e "coisas tão importantes quanto garantir o status de imigração, que é um dos serviços que a DoNotPay promove, erros podem arruinar vidas". Eles recomendaram o serviço para "questões claras, como multas de estacionamento ou questões não críticas", mas o advertiram contra questões legais de alto risco.
Em 2021, a DoNotPay arrecadou 10 milhões de dólares americanos investidores, incluindo Andreesen Horowitz, Lux Capital, Tribe Capital e outros, atingindo uma avaliação de $ 210 milhões.